# 太行街道 (焦作市)
太行街道，是中华人民共和国河南省焦作市山阳区下辖的一个乡镇级行政单位。

## 行政区划
太行街道下辖以下地区：
宏兴社区、华盛社区、阳光社区和辉源社区。